# 謝明勳

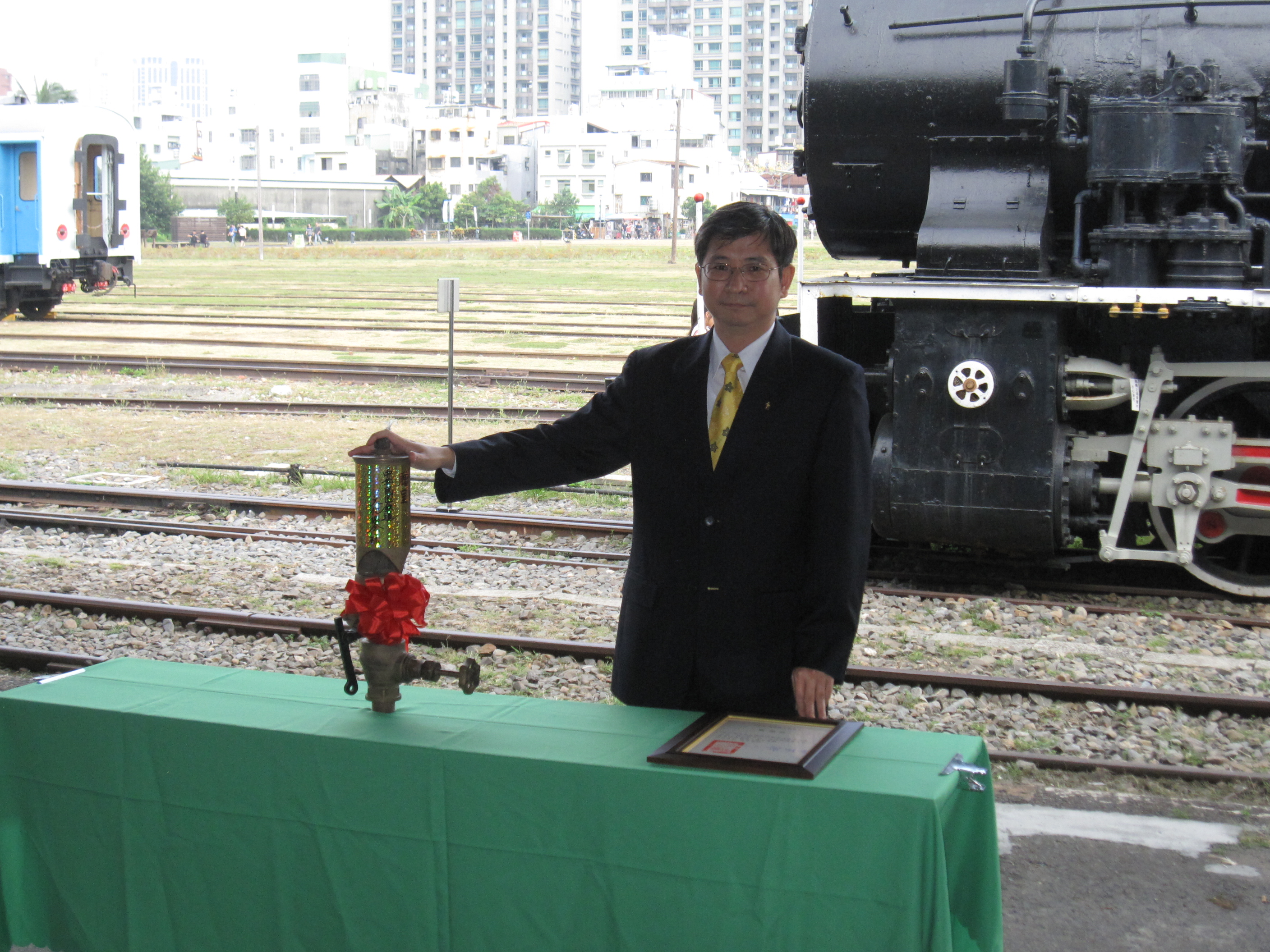
謝明勳，鐵道文化研究者

謝明勳（1969年—），台灣鐵道文化研究者，本職是土木工程師，高雄市人。

## 經歷
謝明勳在就讀高雄中學時就成立了高雄中學鐵道研究社，是台灣第一個鐵道社團。之後就讀國立交通大學土木工程學系期間成立了現存最早的學生鐵道社團，國立交通大學鐵道研究會（1988年6月9日成立）並曾任會長，是該社團三位創會會員之一。他並且是《鐵道情報》雜誌的共同發行人之一。之後在美國康乃爾大學獲得土木工程碩士，曾就讀國立臺灣大學博士班。他並且擔任中華民國鐵道文化協會第六任會長（已卸任）、打狗鐵道故事館館長、交通部鐵路改建工程局運務課課長、台灣聖經公會董事等職務。

## 鐵道研究
謝明勳對鐵道的主要興趣是鐵道歷史與相關文化的研究。並且收藏大量台鐵火車票。
1993年7月15日保安車站整修完成啟用時，台鐵請當時服役中的謝明勳提供意見以吸引遊客。謝明勳從當時已廢除的日本國鐵北海道廣尾線上的幸福車站和愛國車站兩站自1970年代開始熱賣的「愛國幸福」車票得到靈感（該車票意涵「從愛的國度走向幸福」，日語：愛の国から幸福へ）；建議台鐵可出售「永保安康」車票，背面加印「祝闔府永保安康」七個紅字並在當天大賣，也就是今日台灣知名的「永保安康」吉祥語車票。不過真正引起熱潮則是2000年以後。

## 著作

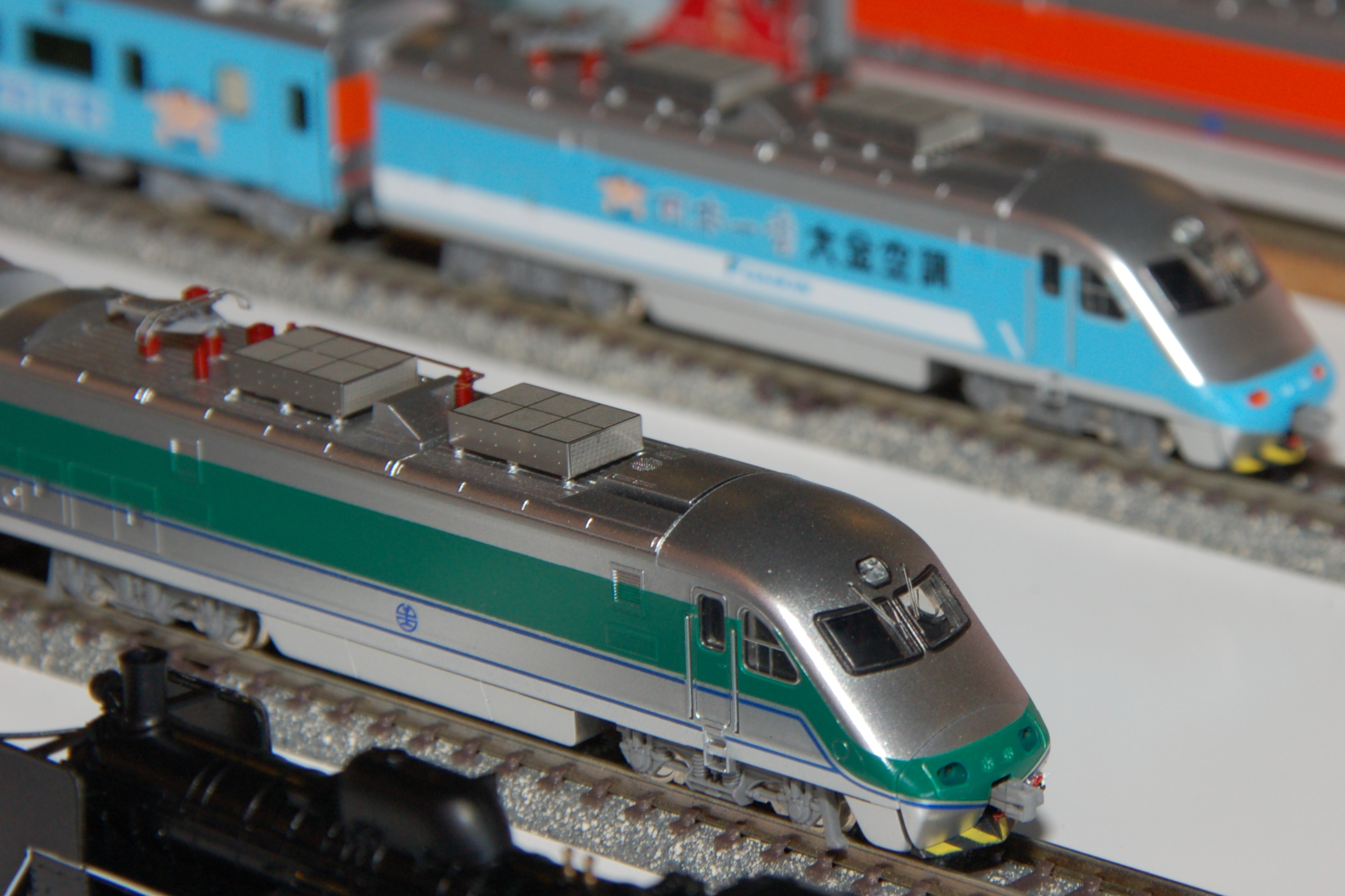
N規 kibu 開發1:150 台鐵韓國原廠塗裝「綠色」推拉式(PP)自強號鐵道模型

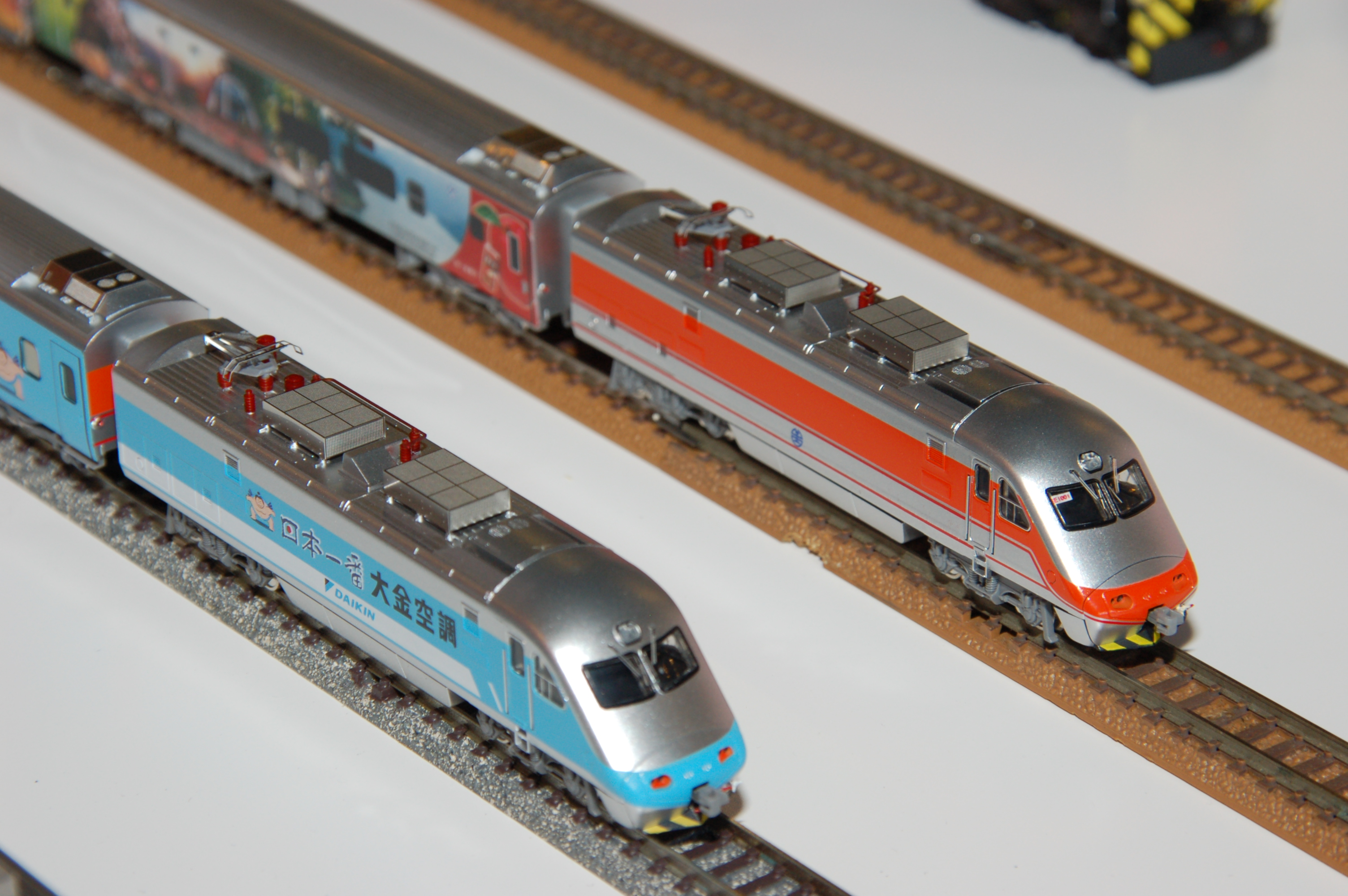
N規 kibu 1:150 台鐵推拉式(PP)自強號鐵道模型

- 《臺灣鐵道車票事典》，交大鐵道研究會，1990年12月，ISBN 9579038015
- 《台鐵機關車110年》（主編），1996年，鐵道文化協會，ISBN 9579933510
- 《台灣鐵道車票圖誌》，火車票房附屬博物館，2001年，ISBN 9579933529
- 《戀戀煙塵-台灣鐵道之旅》，吳淑華、謝明勳，2002年，國立科學工藝博物館，ISBN 9789570125665
- 《極限切換─如何在10個月內完成15次鐵路切換的秘密[]》，2012年1月，交通部鐵路改建工程局南部工程處，ISBN 9789860313307
- 《打狗驛站百年物語》，2012年10月，文化部文化資產局，ISBN 9789860342666
- 《從臨港線到水岸輕軌：高雄港市鐵道與產業120年軌跡》，2015年12月，高雄市立歷史博物館，ISBN 9789860476477
- N規 kibu 1:150 台鐵E1000型推拉式(PP)自強號鐵道模型
- 《新驛境．鐵道記憶：高雄車站遷移及鐵路地下化紀念影像集》，2022年12月，高雄市立歷史博物館出版，ISBN 9786267171127。

## 外部連結
- 舊打狗驛(高雄港站)文化保存與都市再發展徵圖評選委員[永久]
- 坐火車遊高雄　你的鐵道私物語
- 屏東站歡慶台鐵120周年 舉辦鐵道攝影名家聯展[永久]
- 謝明勳 FB臉書 kibu官網[永久]